# Hans-und-Hilde-Coppi-Gymnasium
Das Hans-und-Hilde-Coppi-Gymnasium ist ein öffentliches Gymnasium im Berliner Ortsteil Karlshorst, das nach den beiden NS-Widerstandskämpfern Hans Coppi und Hilde Coppi benannt ist. Die Schule wurde 1937 als Volksschule eingeweiht und trug seitdem verschiedene Namen.

## Geschichte
Das Gymnasium befindet sich in einem 1935–1937 durch den Architekten Friedrich Hennings im Berliner Bezirk Lichtenberg als 2. Volksschule errichteten und unter Denkmalschutz stehenden Schulgebäude. In der DDR hieß sie zunächst 2. Grundschule, ab 1958 dann Hans-Coppi-Oberschule.
Das heutige Gymnasium wurde 1991 neu gegründet. Es erhielt zunächst die Bezeichnung 6. Gymnasium. Ein neuer Name sollte auf demokratischem Wege gefunden werden. Zwei Vorschläge mit lokalen Bezügen – Römergymnasium (nach der anliegenden Straße) und Gymnasium Karlshorst – und zwei Personennamen kamen in die engere Wahl. Als Personen standen der Chemiker und DDR-Bürgerrechtler Robert Havemann oder die Neuvergabe des Namens Hans und Hilde Coppi zur Auswahl. Der Schülerrat und die Mehrheit der Schüler sprachen sich für Hans-und-Hilde-Coppi-Gymnasium aus, nachdem eine Schule in Berlin-Buch gerade den Namen Robert-Havemann-Schule erhalten hatte. Nach einem längeren Diskussionsprozess erhielt die Schule in einer Feierstunde schließlich am 20. Oktober 1994 den gewählten Namen, bei der Hans Coppi, der Sohn von Hans und Hilde Coppi, anwesend war. Die Ehrung gilt den beiden in Plötzensee hingerichteten Antifaschisten aus der Gruppe Rote Kapelle. Das Gymnasium sieht sich in diesem Sinne humanistischer Allgemeinbildung ebenso verpflichtet wie der Demokratie- und Friedenserziehung. Auf der Webseite der Schule heißt es, die Namensgebung begründend:

„Die Wahl des Schulnamens war eine Entscheidung für Menschen mit Mut, für junge Leute, die Unrecht nicht hinnahmen, die nicht wegschauten, die sich verbrecherischer Gewalt entgegenstellten und von den Faschisten hingerichtet wurden. (…) Denn ein Schulname wird mit Bedacht gewählt, darf keine Formalität werden und sollte im Schulalltag präsent sein.“

Im Foyer steht eine Büste von Hans Coppi, die von einer Schülerin geschaffen wurde. Eine kleine Ausstellung über Hans und Hilde Coppi ist im Neubau zu sehen.
Das Bezirksamt Berlin-Lichtenberg hatte im Februar 2005 beschlossen, das Hans-und-Hilde-Coppi-Gymnasium mit dem Immanuel-Kant-Gymnasium an dessen Standort Lückstraße zu fusionieren. Teil des Beschlusses war auch, dass das Georg-Forster-Gymnasium seinen Standort in der Dolgenseestraße verlassen und an den Römerweg wechseln sollte. Die Bezirksverordnetenversammlung (BVV) hatte diesem Beschluss zugestimmt. Dagegen richtete sich ein Bürgerbegehren, das zum ersten in Berlin auf Bezirksebene abgehaltenen Bürgerentscheid am 17. September 2006 führte. Die Bürger des Bezirks Lichtenberg votierten mit deutlicher Mehrheit für den Erhalt des musikorientierten Hans-und-Hilde-Coppi-Gymnasiums am Standort Römerweg, so dass der Beschluss des Bezirksamts aufgehoben werden musste.
Am Nachmittag des 3. Juli 2013 fiel die Turnhalle einem Brand zum Opfer. Die Bezirksverordnetenversammlung beschloss nach einem nicht-offenen Wettbewerb 2014 einen Neubau der Sporthalle, der nach einem Entwurf der Leipziger Architekten Schulz und Schulz Architekten GmbH errichtet und 2019 fertiggestellt wurde.

## Schulprofil
Das Coppi-Gymnasium ist seit 1992 ein künstlerisch-musikbetontes Gymnasium. Regelmäßige Schulkonzerte, jährlich inszenierte Musicals, regelmäßige Kunstausstellungen von Schülerinnen und Schülern wie auch Künstlerinnen und Künstlern in der Galerie in der Schule sowie Theateraufführungen betonen dieses Profil. Schülerinnen und Schüler erhalten hier eine besondere musikalische Förderung im Instrumentalunterricht sowie in der Chor- und Orchesterausbildung. So gibt es zwei Chöre, einen Kammerchor, Orchester, Bläserensemble, Percussion-Gruppe und Tanz. Zusätzlich zur schulischen Sprachausbildung in Englisch, Französisch und Latein besteht die Möglichkeit, Spanisch zu lernen. Seit 2006 finden im Rahmen der Reihe Zukunftsforum – Coppi-Gym forscht und fragt Veranstaltungen zu Literatur, Technik und Politik statt.
Die Schule nimmt am Berliner Programm zur vertieften Berufsorientierung (BvBO) teil und bietet seinen Schülern eine Unterstützung bei der Berufsorientierung und Berufswahlentscheidung.

## Schülerschaft
Im Schuljahr 2024/25 hat die Schule 742 Schüler. Von ihnen haben 11,1 Prozent eine nichtdeutsche Herkunftssprache.

## Bekannte Schüler des Gymnasiums
- Ulrich Mende (* 1953), Kinderdarsteller
- Gesine Lötzsch (* 1962), Politikerin (Die Linke)
- Claudia Major (* 1976), Politikwissenschaftlerin
- David Ameln (* 1978), Opernsänger
- Agnes Gerstenberg (* 1985), Autorin
- Katharina Kollmann (* 1985), Musikerin
- Lars Steinhöfel (* 1986), Schauspieler